# Конти, Франческа
Франческа Кристиана Конти (итал. Francesca Cristiana Conti, род. 21 мая 1972, Дженцано-ди-Рома, Лацио) — итальянская ватерполистка, вратарь. Олимпийская чемпионка 2004 года, двукратная чемпионка мира 1998 и 2001 годов, серебряный призёр чемпионата мира 2003 года, бронзовый призёр чемпионата мира 1994 года, четырёхкратная чемпионка Европы 1995, 1997, 1999 и 2003 годов, серебряный призёр чемпионата Европы 2001 года, бронзовый призёр чемпионата Европы 1991 года.

## Биография
Франческа Конти родилась 21 мая 1972 года в итальянском городе Джензано-ди-Рома.
Играла в водное поло за «Кастелли Романи» (1984—1989) и «Оридзонте» из Катании (1989—2004). В составе «Оридзонте» 14 раз становилась чемпионкой Италии (1992—2005), пять раз выигрывала Кубок европейских чемпионов, который позже назывался Кубок Европы и Евролига (1994, 1998, 2001—2002, 2004).
В 1991—2005 годах выступала за женскую сборную Италии по водному поло, в составе которой провела 327 матчей.
Дважды становилась чемпионкой мира — в 1998 году в Перте и в 2001 году в Фукуоке, завоевала серебро в 2003 году в Барселоне и бронзу в 1994 году в Риме.
Четыре раза завоёвывала золотые медали чемпионата Европы — в 1995 году в Вене, в 1997 году в Севилье, в 1999 году в Прато и в 2003 году в Любляне. Также на её счету серебро в 2001 году в Будапеште и бронза в 1991 году в Афинах.
В 1999 году стала бронзовым призёром Кубка мира в Виннипеге.
В 2004 году вошла в состав женской сборной Италии по водному поло на летних Олимпийских играх в Афинах и завоевала золотую медаль. Играла на позиции вратаря, провела 6 матчей.
В 2005 году завершила игровую карьеру, но десять лет спустя возобновила её, проведя сезон-2014/15 в римской «Роме».
Кавалер (7 февраля 2003) и командор (27 сентября 2004) ордена «За заслуги перед Итальянской Республикой». В 1998 году награждена золотой медалью Национального олимпийского комитета Италии.

## Семья
Муж — Богдан Рат (род. 1972), румынский и итальянский ватерполист, участник летних Олимпийских игр 1996 и 2004 годов.